# 閻小駿
閻小駿，比較政治學者，專研中國政治。現任香港大學政治與公共行政學系副教授、中國制度研究中心總監。

## 經歷
早年就讀宜昌市第一中學，畢業後考入北京大學，取得法學士（國際關係）和法學碩士（國際關係），後來又前往哈佛大學取得政治學博士。現在主要從事比较政治学、发展中国家政治和基层政治制度变迁的研究。2012年，其關於中國農民企業家的研究獲英國《中國季刊》(The China Quarterly)年度最具原創性論文獎。2012年入選香港特別行政區研究資助局首屆傑出青年學者計劃。2013年獲香港大學傑出教學獎。首部中文專著《香港治與亂：2047的政治想像》獲《亞洲周刊》評選為2015年度十大中文好書（非小說類）。閻小駿是全國港澳研究會理事和香港特別行政區政府中央政策組特邀顧問。

## 知名著作
- 《香港治與亂：2047的政治想像》，三聯書店（香港），2015年8月第1版。
- 《香港治与乱：2047的政治想象》（简体中文版），人民出版社，2016年6月第1版。
- 《當代政治學十講》，香港中文大學出版社，2016年5月第1版。
- 《当代政治学十讲》（简体中文版），中国社会科学出版社，2016年12月第1版。
- 《中國何以穩定：來自田野的觀察與思考》，三聯書店（香港），2017年5月第1版。
- 《中国何以稳定：来自田野的观察与思考》（简体中文版），中国社会科学出版社，2017年10月第1版。

## 外部連結
- 閻小駿博士個人網站 （页面存档备份，存于）
- 閻小駿博士個人簡介 （页面存档备份，存于）